# Lysimelia perixeiminus
Lysimelia perixeiminus är en fjärilsart som beskrevs av Rothschild 1920. Lysimelia perixeiminus ingår i släktet Lysimelia och familjen nattflyn. Inga underarter finns listade i Catalogue of Life.